# (5297) Schinkel
(5297) Schinkel es un asteroide perteneciente al cinturón de asteroides, descubierto el 29 de septiembre de 1973 por Cornelis Johannes van Houten en conjunto a su esposa también astrónoma Ingrid van Houten-Groeneveld y el astrónomo Tom Gehrels desde el Observatorio del Monte Palomar, Estados Unidos.

## Designación y nombre
Designado provisionalmente como 4170 T-2. Fue nombrado Schinkel en honor al arquitecto y pintor alemán Karl Friedrich Schinkel. Vivió en Italia durante dos años. De estilo clásico, también practivaba el gótico. Sus edificios más conocidos son el Palacio de Charlottenhof en el Parque de Sanssouci y el mausoleo de la Reina Luisa de Prusia.

## Características orbitales
Schinkel está situado a una distancia media del Sol de 2,262 ua, pudiendo alejarse hasta 2,544 ua y acercarse hasta 1,980 ua. Su excentricidad es 0,124 y la inclinación orbital 6,526 grados. Emplea 1242,82 días en completar una órbita alrededor del Sol.

## Características físicas
La magnitud absoluta de Schinkel es 13,4. Tiene 5,127 km de diámetro y su albedo se estima en 0,226.